# Oscar Ringdahl
Oscar Albin Ringdahl, född 23 juni 1885 i Helsingborg, död där 8 februari 1966, var en svensk folkskollärare och entomolog.
Oscar Ringdahl var son till maskinmästaren Olof Nilsson Ringdahl. Han avlade folkskollärarexamen i Lund 1910 och blev 1914 ordinarie folkskollärare i Helsingborg. Ringdahl avgick 1948 med pension. Ringdahl gjorde sig känd som en framstående entomolog och publicerade sammanlagt ett åttiotal arbeten med entomologiskt innehåll. Inom sitt specialområde gruppen Muscaria schizometopa bland flugorna beskrev han en mängd för vetenskapen nya arter, särskilt högnordiska, samt utgav monografier och bestämningstabeller över ett flertal kritiska flugsläkten (Phaonia, Mydæa, Helina, Limnophora, Hylemya med flera), de flesta publicerade i Entomologisk Tidskrift. Bland andra skrifter märks arbeten av ekologisk art samt inventeringar av flugfaunan från olika lokaler som Abisko nationalpark, Hallands Väderö, Ölands alvar och de skånska stranddynorna. För sina insamlingsresor hade Ringdahl vid flera tillfällen understöd från Vetenskapsakademien. Som specialist anlitades han för ordnande och bestämning av Riksmuseets svenska samling av Parasitflugor och Egentliga flugor och av Tromsø Museums samlingar samt för bearbetning av annat utländskt material. Ringdahl var från 1917 styrelseledamot i Entomologiska sällskapet i Lund.